# Ligue 1 2013-2014 (Algeria)
Il campionato algerino di calcio 2013-14 è il 52 campionato algerino di calcio. L'Union Sportive de la Médina d'Alger sta occupando la prima posizione in classifica.

## Squadre partecipanti
| Club                  | Città              | Stadio                         | Posizione 2012-2013 |
| --------------------- | ------------------ | ------------------------------ | ------------------- |
| ASO Chlef             | Chlef              | Boumezrag Mohamed              | 10                  |
| CA Bordj Bou Arreridj | Bordj Bou Arreridj | Boumezrag Mohamed              | 13                  |
| CRB Aïn Fakroun       | Aïn M'lila         | Stade des frères Demane Debbih | 1 (L2)              |
| CR Belouizdad         | Belouizdad         | Stade 20 Août 1955             | 6                   |
| CS Constantine        | Costantina         | Stade Mohamed Hamlaoui         | 3                   |
| ES Sétif              | Sétif              | Stade 8 Mai 1945               | 1                   |
| JS Kabylie            | Tizi Ouzou         | Stade 1er Novembre 1954        | 7                   |
| JSM Béjaïa            | Bijaya             | Stade l'Unité Maghrébine       | 11                  |
| JS Saoura             | Méridja            | Stade 20 Août 1955             | 9                   |
| MC Alger              | Algeri             | Stade Omar Hamadi              | 5                   |
| MC El Eulma           | El Eulma           | Stade Messaoud Zougar          | 8                   |
| MC Oran               | Orano              | Stade Ahmed Zabana             | 12                  |
| MO Béjaïa             | Bijaya             | Stade l'Unité Maghrébine       | 3(L2)               |
| RC Arbaâ              | Blida              | Stade Frères Brakni            | 2(L2)               |
| USM Alger             | Algeri             | Stade Omar Hamadi              | 4                   |
| USM El Harrach        | El Harrach         | Stade 1er Novembre 1954        | 2                   |

## Classifiche
|                    | Pos. | Squadra               | Pt | G  | V | N | P | GF | GS | DR  |
| ------------------ | ---- | --------------------- | -- | -- | - | - | - | -- | -- | --- |
| Algeria (bandiera) | 1.   | USM Alger             | 29 | 15 | 8 | 5 | 2 | 16 | 8  | +8  |
|                    | 2.   | ES Sétif              | 27 | 15 | 7 | 6 | 2 | 19 | 10 | +9  |
|                    | 3.   | ASO Chlef             | 24 | 15 | 6 | 6 | 3 | 16 | 8  | +8  |
|                    | 4.   | JS Kabylie            | 24 | 15 | 6 | 6 | 3 | 15 | 10 | +5  |
|                    | 5.   | MC Alger              | 24 | 15 | 7 | 3 | 5 | 15 | 10 | +5  |
|                    | 6.   | CS Constantine        | 24 | 15 | 6 | 6 | 3 | 15 | 12 | +3  |
|                    | 7.   | MC El Eulma           | 22 | 15 | 5 | 7 | 3 | 15 | 13 | +2  |
|                    | 8.   | RC Arbaâ              | 20 | 15 | 6 | 2 | 7 | 12 | 14 | -2  |
|                    | 9.   | USM El Harrach        | 19 | 15 | 5 | 4 | 6 | 16 | 13 | +3  |
|                    | 10.  | JS Saoura             | 19 | 15 | 5 | 4 | 6 | 17 | 17 | +0  |
|                    | 11.  | MC Oran               | 19 | 15 | 5 | 4 | 6 | 13 | 16 | -3  |
|                    | 12.  | MO Béjaïa             | 18 | 15 | 5 | 3 | 7 | 12 | 16 | -4  |
|                    | 13.  | CR Belouizdad         | 15 | 15 | 4 | 3 | 8 | 11 | 16 | -5  |
|                    | 14.  | CA Bordj Bou Arreridj | 13 | 15 | 2 | 7 | 6 | 10 | 20 | -10 |
|                    | 15.  | JSM Béjaïa            | 13 | 15 | 2 | 7 | 6 | 8  | 19 | -11 |
|                    | 16.  | CRB Aïn Fakroun       | 11 | 15 | 2 | 5 | 8 | 6  | 14 | -8  |

Legenda:

      Campione dell'Algeria e ammessa alla CAF Champions
League 2014-2015

      Ammessa alla CAF Champions League 2014-2015

      Ammessa alla Coppa della Confederazione CAF 2014-2015

      Retrocesse in Ligue 2 2014-2015